# Xã Fredonia, Michigan
Xã Fredonia (tiếng Anh: Fredonia Township) là một xã thuộc quận Calhoun, tiểu bang Michigan, Hoa Kỳ. Năm 2010, dân số của xã này là 1.626 người.